# Fibrom
Fibrom, fibroid eller benign bindvävstumör, är benigna tumörer som utgörs av fibrös vävnad eller fullt utvecklad bindväv. Fibrom uppkommer ofta som reaktiva fibroblastiska processer, och är till skillnad från fibros klart avgränsade i knölar. Fibrom skiljs från fibromatos genom att de senare är neoplasier utan reaktiv process, det vill säga att fibrom men inte fibromatoser uppkommer vid skada. Fibromatos kan också avse tillstånd med flera fibrom, då fibrom avser en enstaka tumör.
Fibrom kan vara ossifierande, det vill säga uppkomma tillsammans med benvävnad. Kvinnor som fött barn kan drabbas av bukfibromatos, som är ärrliknande och infiltrerande.
Benigna fibrom i körtelvävnad kallas vanligen fibroadenom. Cancerogena fibrom kallas fibrosarkom vid sarkom, och fibrocarcinom vid carcinom.